# Hiezu (Tottori)
Hiezu (日吉津村 Hiezu-son?) es una villa localizada en la prefectura de Tottori, Japón. En junio de 2019 tenía una población estimada de 3.503 habitantes y una densidad de población de 834 personas por km². Su área total es de 4,20 km².

## Geografía

### Localidades circundantes
- Prefectura de Tottori
  - Yonago

## Demografía
Según los datos del censo japonés, esta es la población de Hiezu en los últimos años.
| Año del censo | Población |
| ------------- | --------- |
| 1995          | 2.760     |
| 2000          | 2.971     |
| 2005          | 3.073     |
| 2010          | 3.339     |
| 2015          | 3.439     |
| 2020          | 3.501     |